# Бальфур, Нил
Нил Роксбург Бальфур (англ. Neil Roxburgh Balfour; род. 12 августа 1944, Лима, Перу) — британский политик и банкир, член Европейского парламента в 1979—1983 годах.

## Биография
Родился 12 августа 1944 года в столице Перу, городе Лима, в семье Арчибальда Роксбурга Бальфура (1883–1958) и его второй жены Лилиан Хелен. Его отец был награждён военным крестом. Дед Александр Бальфур (1824—1886) — основатель транспортной компании «Balfour Williamson». У Нила есть старший брат Кристофер (р. 1941) и сестра Джанет (р. 1943).
Бальфур был кандидатом от Консервативной партии на довыборах в Британский парламент 1973 года и выборах 1974 года от округа Честер-ле-Стрит.
В 1979 году был избран в Европейский парламент от Северного Йоркшира. В Европарламенте Бальфур сосредоточился на торговой политике. Он критиковал правительства государств-членов за отсутствие желания отменить государственную помощь промышленности и установить свободную торговлю. В качестве представителя по бюджету депутатов Европарламента от консерваторов он подверг критике процесс составления бюджета Европейского сообщества, но в октябре 1981 года вместе с другими депутатами от консерваторов подписал письмо, призывающее Великобританию присоединиться к Европейской валютной системе. В декабре 1982 года он выступил с речью, критикующей депутатов Европарламента, голосующих за отмену бюджетной скидки для Соединённого Королевства, которая была принята Европейским советом. Однако в следующем году он возглавил более умеренную группу, поддержавшую кратковременную приостановку выплаты скидки, поскольку опасался, что возражение приведёт к тому, что парламент проголосует за полное прекращение выплат.

## Личная жизнь
Первым браком был женат на принцессе Елизавете Карагеоргиевич, дочери регента Югославии Павла Карагеоргиевича и Ольги Греческой. В этом браке родился один сын:
- Николас Огастас Бальфур (р. 1970), в 2000 году женился на Стефани де Браувер (р. 1971). Внуки:
  - Индия Лили (р. 2002)
  - Глория Элизабет (р. 2005)
  - Олимпия Роуз (р. 2007)
  - Джорджия Вероника Стефания (р. 2010)

Второй раз женился на Серене Мэри Спенсер-Черчилль Расселл, дочери американского издателя Эдвина Расселла и внучке Джона, 10-го герцога Мальборо. В этом браке родились двое детей:
- Консуэло Лили Бальфур (р. 1979)
- Аластер Альберт Дэвид Бальфур (р. 1981)